# 石綿セメント管
石綿セメント管（せきめんセメントかん、英語:Asbestos Cement Pipe、ACP）とは、セメントにアスベストを混合して製造した繊維セメントの一種である石綿セメントを用いたコンクリート製の管である。一般的に水道管や灌漑用水を始めとする導水管として用いられた。
日本では、昭和初期にイタリアより製造特許を導入した日本エタニットパイプ株式会社（日本エタニット。1931年創立）の製品が石綿セメント管の代名詞であったため、エタニットやエタパイなどとも呼ばれる。その後、日本エタニットパイプは1988年（昭和63年）10月にミサワリゾート株式会社、2005年（平成17年）にリゾートソリューション株式会社、2016年（平成28年）にリソルホールディングスと相次いで商号を変更している。

## 歴史

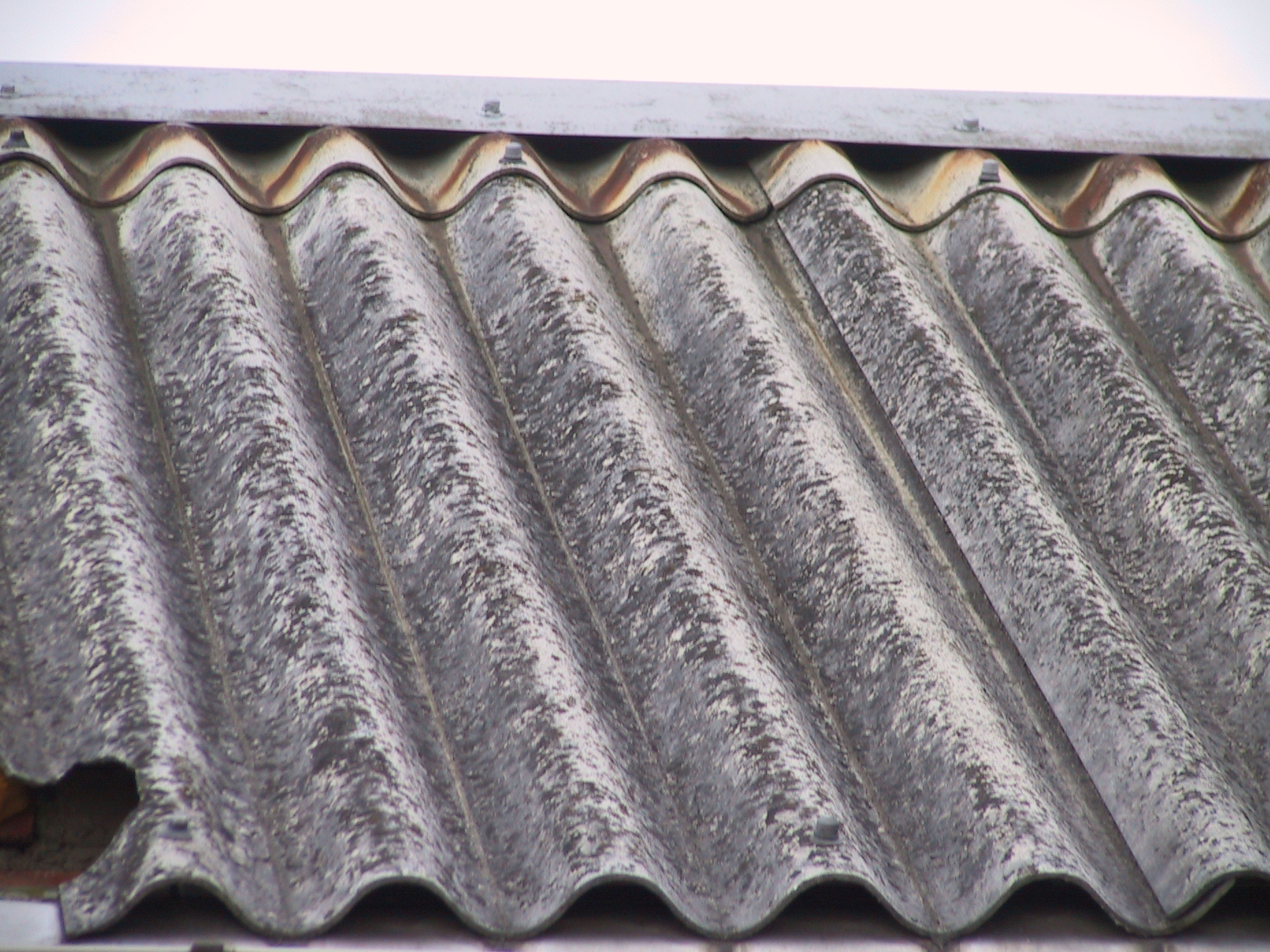
エタニット製のスレート屋根

石綿セメント管の原材料である石綿セメントは、1900年（明治33年）に、オーストリアのルードウィッヒ・ハチェックによって石綿とセメントを1:9の比率で混合した原料を水溶し、厚紙製造機を用いて板状に成型するスレート材の製造法が発明され、永遠（に強度を保つ永久構造物）の意のエタニット(Eternit)の名称（商標）で特許が取得されたことにより、世界的にその名が知られるようになった。
ハチェックはヨーロッパ諸国にこの特許を販売し、このうちの1社であったイタリア王国のエーテルニット社が1914年（大正3年）に石綿セメントを用いた管材の開発に成功し、エタニットパイプとして販売を開始した。石綿セメント管は当初は当時主流であったねずみ鋳鉄を用いた鋳鉄管よりも耐圧強度が高く、錆が発生せず耐薬品性も高いとされ、工業化や戦争などの影響で世界的な鉄材不足に喘いでいた列強諸国にて鋳鉄材の代用品として注目が集まった。
1931年（昭和6年）の満州事変などの影響で、軍事・工業用途での鉄材価格の急騰が始まっていた大日本帝國も例外ではなく、同年2月に日本エタニットパイプ社が設立され、翌年より伊エーテルニット社から技術導入する形で石綿セメント管の製造が開始された。当時の日本では大都市圏で水道事業が急速に推し進められたこともあり、石綿セメント管の需要は国産化直後から旺盛で、日本エタニットの株価は昭和恐慌後のインフレーション下でも注目に値する高騰を呈した。石綿セメント管は社団法人水道協会により各種の規格制定が行われ、1938年（昭和13年）には秩父セメント（現・太平洋セメント）も石綿セメント管事業に参入した。
その後支那事変（日中戦争）を経て、大東亜戦争（太平洋戦争）へと至る戦時体制下において、石綿セメント管は鉄材の在庫が逼迫して製造困難となる鋳鉄管や、同じく竹筋コンクリートといった代用品への転換で供給困難となる鉄筋コンクリートが必須となるヒューム管などの代用品の決定打と位置付けられ、商工省でも盛んに研究が行われた。石綿セメント管は、セメントの原料となる石灰石と共に蛇紋岩も日本国内のみ（満州国などの同盟国や、朝鮮・台湾などの海外植民地も含む）で材料が確保できたことも、戦時下での石綿の資源開発と共に普及の後押しとなった。
1945年（昭和20年）の日本の敗戦後も、戦後復興下で鉄材の供給不足はなお続いたため、製造が容易で安価な石綿セメント管は戦前戦中に引き続き水道管として広く用いられた。この時期、戦後の世界経済の混乱で良質な石綿の輸入が困難となり、石綿セメント管の品質低下が危惧されたことが契機となり、日本工業規格（JIS）にて旧来の水道協会規格を下敷きに、配合する石綿の品質基準を定めたJIS A 5301「水道用石綿セメント管」が制定された。この時、それまでの代名詞であったエタニットパイプが公式に「石綿セメント管」として呼び替えられるようになり、配合される石綿の比率は1:5（1種管）から1:6（2種管）、品質は最低でもカナダ石綿規格グレート4相当以上であることが制定された。
その他の石綿セメント管関連の規格としては、
- JIS A 5315　水道用石綿セメント管の石綿セメント継手
- JIS A 5519　水道用石綿セメント管の鋼板継手及び鋼板異形管
- JIS A 5520　水道用石綿セメント管の鋳鉄継手及び鋳鉄異形管

などが制定された。
1954年（昭和29年）には久保田鉄工（現・クボタ）も石綿セメント管事業に参入。昭和30年代から昭和40年代まで日本中の自治体で大量に水道管として用いられた。しかし、この頃から戦中戦前の老朽管を中心に漏水や破断が多発し、石綿セメント管は経年劣化により急速に耐圧性や機械強度が低下することが広く認識され、多くの自治体で昭和40年代中期頃までに新規の敷設が停止された。その後も耐震性の弱さが指摘されたことや、ダクタイル鋳鉄管や硬質塩化ビニル管などの耐久性・耐震性に優れた管材が安価に供給されるようになると、石綿セメント管の歴史的役割は終わりを迎え、その需要は急速に縮小した。1975年（昭和50年）にクボタ、1979年（昭和54年）に秩父セメントが相次いで事業撤退した。1985年（昭和60年）には日本の石綿セメント管事業の草分け的存在でもあった日本エタニットが製造を停止し、1988年（昭和63年）にはJIS規格の多くが廃止され、翌1989年（昭和64年/平成元年）には国庫補助の歩掛からも石綿セメント管の記述が削除された。1992年（平成4年）には最後まで残った異種材継手類のJIS規格も廃止され、日本の土木・建築分野から石綿セメント管は完全に姿を消した。

### 健康被害
2005年（平成17年）、クボタがプレスリリースで兵庫県尼崎市の旧神崎工場周辺で、石綿セメント製品の製造に従事していた元職員や周辺住民に中皮腫を伴う健康被害が発生していたことを明らかにした。それまでも石綿関連産業の従事者の間に肺疾患による死者が多いことは噂や指摘がされていたが、石綿と健康被害の関連性を初めて公的に認めたクボタの発表は、俗にクボタ・ショックとも呼ばれる衝撃を日本全国にもたらし、大きな社会問題として認識されるようになった。
水道向けに使用された石綿セメント管は成形型の石綿含有建材と同様に粉塵発生が最も少ない部類に入るとされ、厚生労働省や世界保健機関（WHO）の見解でも、水道水中に溶出するアスベストの量は極めて微少で、粉末吸引と比較しても水溶液の摂取による健康への悪影響は認められないとされているが、老朽破損に伴う敷設替え時に粉塵が飛散して吸引の恐れがあることから、厚生労働省は同年7月1日付け労働安全衛生法に基づく「石綿障害予防規則」に即した「水道用石綿セメント管の撤去作業等における石綿対策の手引き」を制定し、撤去作業から保管、最終処分に至るまで適正な管理の下で施工が行われることを義務付けた。
しかし、現在に至るまでまだ敷設替えを待つ石綿セメント管を抱える自治体も少なくなく、埼玉県川島町などの旧製造工場付近では、野積みされたまま放置された石綿セメント管が風化して健康被害の懸念となっていることなども時折告発されている。石綿セメント管発祥の地であるイタリアではエーテルニット社を相手取った同国史上最大規模の損害賠償訴訟が続いており、日本国内でも旧日本エタニットやクボタを相手取った損害賠償訴訟が提起されている。

## 製法
上記JIS規格に準拠した品質・配合比の石綿セメント混合液をフェルト布地に0.1から0.2mm厚で塗布し、その後円柱状の芯金に加圧しながら所定の厚さまで巻き付けることで管体として形成される。芯金を取り外した後は水中またはオートクレーブで養生される。

## 後継製品
前記の製造法の原則をほぼ踏襲した製品として、強化プラスチック複合管（FRPM管、強プラ管）が製造されている。強プラ管は前記工程の心材をフェルト布地からガラス繊維に、塗布材を石綿セメント混合液から熱硬化性樹脂に置き換えたもので、繊維強化プラスチック（FRP）に分類される材質となる。強プラ管はヒューム管に類似した遠心成形法や、管材以外のFRP製品に採用例の多い引抜成形法（プルトルージョン法）を用いる場合もあるが、ガラス繊維の布地の代わりに糸材を用いて巻き付け成形するものが主流で、こうした製法によるものをフィラメントワインディング管（FW管）とも呼ぶ。
強プラ管は石綿セメント発祥の地であるオーストリアに本社を持つホーバスで開発され、石綿セメント管の弱点であった経年劣化の問題を克服した製品でもあるため、日本エタニットやクボタなど元は石綿セメント管の製造を手掛けていた企業でも製造が行われている。特に日本エタニットは石綿セメント管の需要の終息に伴い、1981年（昭和56年）から「ホーバスパイプ」の商標で製造を開始。石綿セメント管事業から撤退しリゾート部門への傾注が進んで以降は、管渠部門のみが日本ホーバスとして旧・日本エタニットの事業を引き継ぐ形で独立した。
強プラ管は石綿セメント管と同様に強い耐薬品性や耐圧性を有するため、水道管がダグタイル鋳鉄などに主流が移って以降も、石綿セメント管が強みを発揮する領域であった温泉水や、腐食性廃液の排水管などの導水分野で現在も活用されている。しかし、皮肉なことに普及初期の強プラ管は「心材となるガラス繊維に石綿を用いていた」ために、これらの旧製品の撤去に際しては石綿セメント管と同様の安全対策が求められることともなっている。